# Данильченко Михайло Сергійович
Михайло Сергійович Данильченко (нар. 1923 — ?) — український радянський діяч, новатор виробництва, машиніст паровоза локомотивного депо станції Сарни Рівненської області. Депутат Верховної Ради УРСР 6-го скликання.

## Біографія
З кінця 1940-х років — машиніст паровоза обертового локомотивного депо станції Сарни Рівненської області.

## Нагороди
- ордени
- медалі